# Snookeroo
«Snookeroo» es una canción del músico británico Ringo Starr, publicada en el álbum de estudio Goodnight Vienna (1974). La canción, compuesta por Elton John y Bernie Taupin, fue publicada también como segundo sencillo promocional del álbum en el Reino Unido, frente a la versión estadounidense, donde fue publicada como cara B del sencillo «No No Song».
La canción, que contó con la contribución de Robbie Robertson, guitarrista de The Band, fue el primer sencillo de Starr que no entró en ninguna lista, tras el éxito de sencillos como «Photograph» y «You're Sixteen», los cuales alcanzaron la primera posición de la lista Billboard Hot 100.